# Peter Baker
Peter Baker (London, Hampstead, 1931. december 10. – 2016. január 27.) angol labdarúgó, hátvéd.

## Pályafutása
1952-ig az Enfield FC labdarúgója volt. 1952 és 1965 között pályafutása jelentős részét a Tottenham Hotspur csapatánál töltötte. A Tottenhammel egy bajnoki címet, két angol kupa győzelmet ért el. Tagja volt az 1962–63-as KEK-győztes együttesnek. 1965 és 1967 között a dél-afrikai Durban United csapatában szerepelt. Maja hazatért és 1967-68-ban a Romford FC játékosa volt. 1970-ben ismét a Durban United labdarúgója volt. Ezt követően visszavonult az aktív labdarúgástól.

## Sikerei, díjai
Tottenham Hotspur
- Angol bajnokság
  - bajnok: 1960–61
  - 2.: 1956–57, 1962–63
- Angol kupa (FA Cup)
  - győztes: 1961, 1962
- Kupagyőztesek Európa-kupája (KEK)
  - győztes: 1962–63